# Közönséges boróka
A közönséges boróka (Juniperus communis) a ciprusfélék családjába tartozó örökzöld növényfaj. Fűszer- és gyógynövény. Népies neve: apró fenyő, borostyántüske, borosán, borovicska, fenyőtüske, borsikafenyő, borsfenyő, fenyőmag, gyalogfenyő, törpeboróka, töviskés fenyő, borókafenyő, gúzsfenyő, pattanófenyő, komkék.

## Származása, elterjedése
Az északi féltekén honos, így az Óvilágban és Észak-Amerikában is közönséges; a féltekén valószínűleg ez a legelterjedtebb ciprusféle. Észak és dél felé is túlterjeszkedik az északi flórabirodalom határain – az Egyenlítőhöz közeledve 2500 m-ig felhatol.
Az egyetlen, Magyarországon is honos borókafaj.

## Megjelenése
3–5 m (ritkán akár 8 m) magasra növő, örökzöld cserje. Sudara bókoló. Alakja még egy-egy termőhelyen belül is igen változatos lehet (Józsa). A nőivarú egyedek rendszerint elfekvők, a hímivarú példányok inkább feltörekvők, esetenként oszloposak. Kérge szürkésbarna, kicsit bordás, rostos, szalagosan lefoszló. Hajtásai fölfelé törők vagy bókolók; a fiatal hajtások bronzosak. Ritkásan elágazó gyökerei mélyre nyúlnak, ezért az erdőből hazavitt példányokat ritkán sikerül életben tartani.
Pikkelylevelei egyáltalán nincsenek. A hármas örvökben a hajtásokra merőlegesen álló, 1–2 cm hosszú, árszerűen szúrós levelei lapos tű alakúak, alma- és citromillatúak. Fonákuk zöld, a színük ezüstös, amitől a növény szürkészöldnek látszik.
Rövid, hengeres porzós virágai az előző évi hajtások levélhónaljaiból, a kicsi, rügyszerű termős virágok a levélhónaljakból növő törpehajtásokon nőnek.
Érett, sötét kékesfekete, hamvas-fényes, meghúsosodott, a fekete borsnál valamivel nagyobb tobozbogyója (galbulus) a borókabogyó (Juniperi fructus); a bogyós gyümölcsök egyike. Az első évben zöld marad, csak a második, ritkábban a harmadik évben érik be, ezért ugyanazon a növényen gyakorta érett és éretlen bogyók is láthatók. Az érett bogyó fényes feketéskék, átmérője 5–10 mm, bevonata kékes-hamvas, viaszos.
Gyökérzete ritkásan ágazik el, emiatt az átültetést rosszul tűri.

## Életmódja, termőhelye

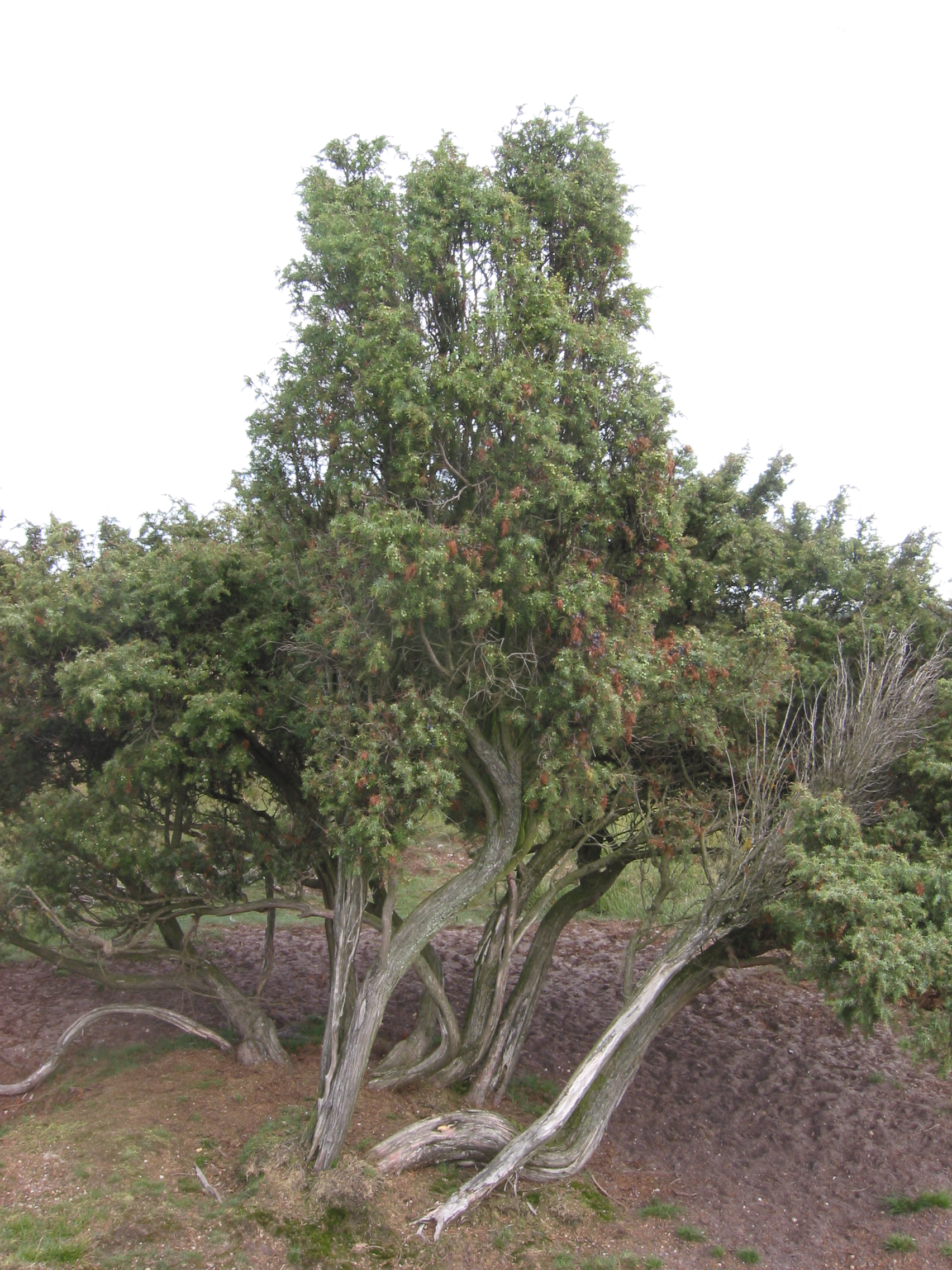

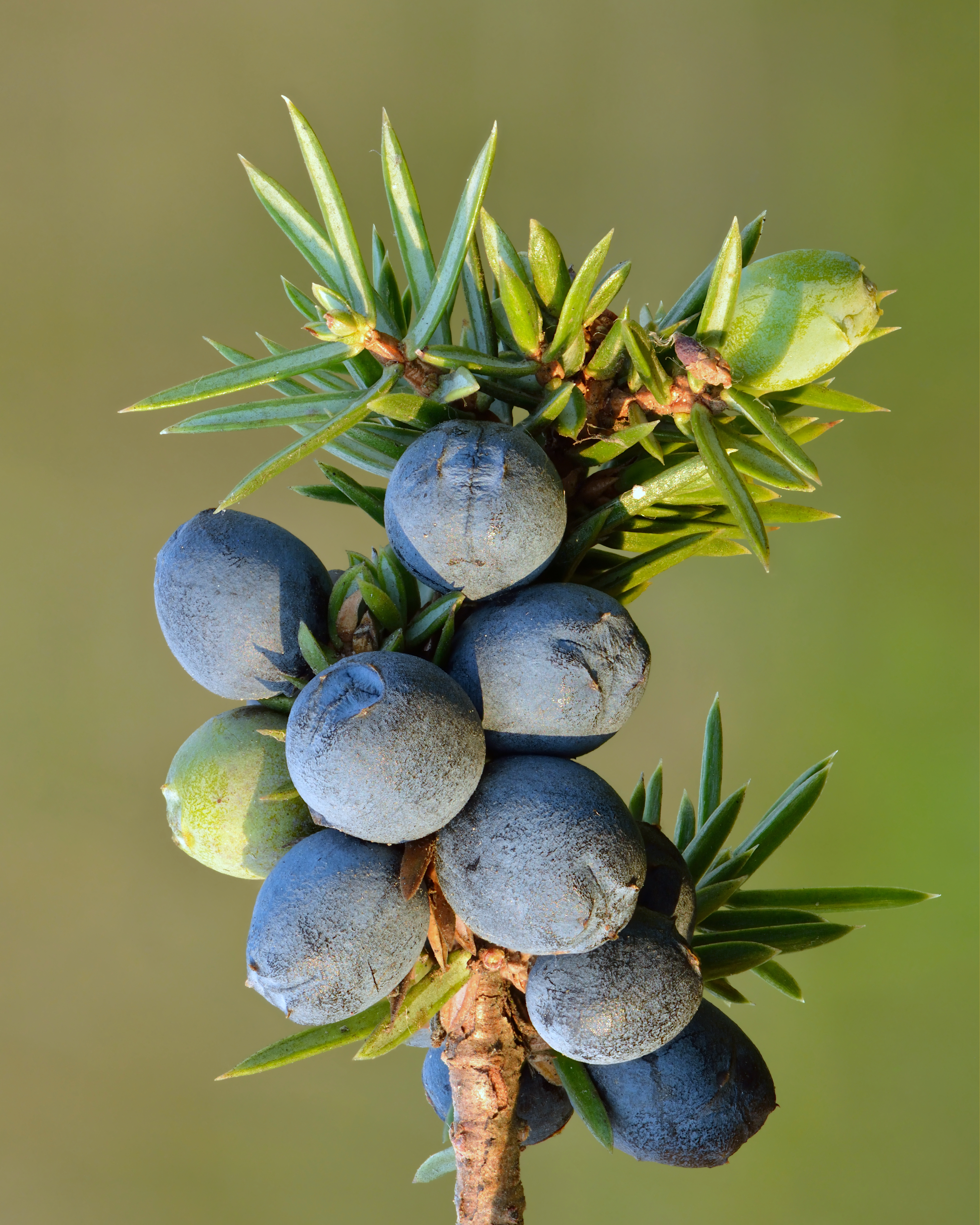

Kétlaki növény. Lassan növő, fényigényes, szárazságtűrő faj, amely meszes és mészmentes talajon egyaránt megél. Rendkívül alkalmazkodóképes és ennek megfelelően igen változékony is.
Az egyes tűleveleket kettő–hét évenként hullatja le. Hazánkban május közepén virágzik.
Teljesen télálló. Idősebb korában az átültetést rosszul tűri.
Bár a miénknél némileg hűvösebb éghajlaton (Európa középhegységeiben, a Brit-szigeteken) érzi magát igazán otthon, hazánk legtöbb tájegységén megtalálható. Magyarországon főleg a karsztfennsíkokon (Aggteleki-karszt, Bükk-fennsík) nő, ahol a legelőkön, felhagyott gyümölcsösökben a galagonyával és a kökénnyel együtt jelenik meg. Védett, jégkorszaki reliktumnak tekintett ún. ősborókás nő a Duna-Tisza-közénének meszes homokjain – ez a Kiskunsági Nemzeti Park egyik büszkesége. Maga a közönséges boróka nem védett növény, de ez a növénytársulása (borókás-nyáras, Junipero-Populetum) veszélyeztetett és védendő fás társulás, a boróka pedig a Nagyalföld egyetlen, őshonos fenyőféléje. A Dél-Dunántúlon mészmentes homoktalajon alakult ki a legeltetés hatására a Barcsi-ősborókás. A Dunántúli-dombság erdeifenyveseiben elegyfajként és a szegélytársulásokban van jelen.
Társulásait főleg a beerdősülés veszélyezteti, ezért védelmének leghatékonyabb módja a legeltetés visszaállítása (a legelő állatok a szúrós levelű borókát kikerülik).
Pionír fajként megjelenik minden, kissé rontott termőhelyen (legelőkön, cserjésekben, erdőirtásokon). Jelentősebb alföldi termőhelyeit:
- a kiskunságiak:
  - bócsa–bugaci ősborókás,
  - orgoványi rétek,
  - csévharaszti borókás,
  - kéleshalmi homokbuckák borókaligetei mellett
- a Barcsi Tájvédelmi Körzet borókását is természetvédelmi területté minősítették.

Régebben gyakran ültették is – főleg a homok megkötésére, mivel a szárazságot jól tűri. A nagyvárosok szennyezett levegőjén viszont gyorsan legyengül, és súlyosan károsítják a pajzstetvek (Johnson, 2004).

## Hatóanyagai
- invertcukor (kb. 30%),
- illóolaj (1–2%),
- juniperin,
- fehérje,
- flavonglikozidok,
- gyanta,
- viasz,
- gumi,
- pektin.

## Felhasználása
Oszlopos termetű változatait kertekben dísznövénynek ültetik. Régóta használják fűszernek, főznek belőle lekvárt és borókapárlatot, és felhasználják a gin, jenever ízesítésére is. Olaját és a zöld részek lepárlása után fennmaradó kátrányt már az ókori Egyiptomban is használták a balzsamozó szerekben – az olajat gyógyításra is. Ma rovarriasztó szerek és illatszerek alapanyaga.
Jól gesztesedik, ami mutatós faanyaggá teszi. Szabálytalan évgyűrűjű fája sűrű rostú, közepesen kemény, tartós, kellemes illatú. Jól faragható, jól fényezhető, ezért dísztárgyak, dobozkák készítésére, „berakásra” használható. Fáját a rómaiak füstölőkben használták.
A „fenyődivat” előtti időkben Európában és Észak-Amerikában is kedvelt karácsonyfa volt – helyenként ma is használják még e célra.

### Kertészeti változatok
Nagy változékonyságából adódik, hogy forgalmazott változatait a tetszetős alakú, illetve lombszínű egyedek szelektálásával alakították ki (Józsa). A nagyon sok változat közül néhány, hosszabb ideje forgalmazottat ismertetünk.
- Juniperus communis 'Bakony' — Barabits Elemér szelektálta. Rendkívül karcsú, keskeny oszlop alakú. Kifejlett korában 3–5 m magas. Ágai szorosan a törzshöz simulnak, hajtásai sűrűn nőnek. Szürkés- vagy kékeszöld levelei az alapfajénál rövidebbek és egyöntetűbbek. A magyar telet jobban viseli, mit az Észak-Európából behozott karcsú változatok (Hibernica, Suecica), amiket a hónyomás gyakran károsít.
- Juniperus communis 'Compressa' — Sűrű, oszlopos, törpe növésű változat.
- Juniperus communis 'Gold Cone' — Oszloposan növő, aranysárga lombú változat.
- Juniperus communis 'Hornbrookii' — Elfekvő (legfeljebb fél méter magasra emelkedő), feltűnően ezüstszürke lombú, törpe fajta. Sziklakertekbe ajánlott.
- Juniperus communis 'Lela' — Törpe növésű, tömött gömb alakú, szürkészöld színű horvát fajta.
- Juniperus communis 'Oblonga Pendula' — karcsú, csüngő ágú fajta.
- Juniperus communis 'Repanda' — Elfekvő (30–40 cm magasra emelkedő), viszonylag rövid levelű cserje. Lombja szürkészöld. A szárazságot közepesen tűri.
- Juniperus communis 'Silver Lining' — Lassan növő, elterülő, ezüstös, lágy lombú fajta.
- Juniperus communis 'Stricta' ('Hibernica') — 1838-ban szelektált, 3–5 m magasra növő, oszlopos változat (mereven felálló hajtásokkal). Rövid levelei kékeszöldek, amitől a lombja szürkés árnyalatú. A csapadékos és párás ír klímán alakult ki, és ezeket a feltételeket igényli is. Száraz meleg helyen rosszul nő, felkopaszodik és a kártevők, kórokozók könnyen elpusztítják. A hasonló termetű Bakonytól és Suecicától főleg fiatal korában különböztethető meg könnyen, mivel ilyenkor lombja feltűnően zártabb, a csúcsa elkeskenyedik–kihegyesedik, vezérhajtása egyenesen felálló.
- Juniperus communis 'Suecica' — Amint neve is jelzi, Svédországban szelektálták, ezért svéd boróka (Juniperus communis f. suecica) néven is ismert. A Bakonyhoz és a Hibernicához (Stricta) hasonlóan oszlopos termetű; ezektől főleg fiatal korában különböztethető meg. A lomb csúcsa széles, vezérhajtása borzas és enyhén bókoló (Johnson, 2004), felső hajtásai kissé elállnak. Ettől fiatal példányai meglehetősen formátlanok, de az idősebbek szép, oszlopos cserjévé fejlődnek. Szúrós tűlevelei szürkészöldek. A félárnyékos, párás helyeket kedveli. A Kárpát-medence éghajlatát a szebb küllemű Hibernicánál jobban viseli, de szeles, száraz helyen felkopaszodik és elpusztul. Télire a hónyomás ellen célszerű gumival vagy vastagabb textillel összekötözni (a drót erre nem alkalmas, mert lehorzsolja az ágait).

### Élelmiszerként
Élelmiszerként a bogyója használatos, változatos célokra.
Fűszerként frissen vagy szárítva, egészben vagy őrölve használjuk – különösen a vadhúsokhoz, de mártások, pácok ízesítésére, sőt húsok füstöléséhez is kitűnő. Kellemes illata miatt a húspácok és húsfüstölő szerek egyik legfőbb alkotórésze. A grillezett húsok borókás füstben finom aromás ízt kapnak. Az egészben vagy felezve használt bogyót tálalás előtt ki kell szedni az ételből.
Használják főzelékek, saláták, savanyú káposzta, marinírozott halételek, sonkapácok ízesítéséhez is.
Szatmári tőtike recept
Tormalevél tőtike recept
A csípős, édes-kesernyés, zamatos, nagyon aromás ízű bogyójából desztillálják a borókaolajat, ami fűszer- és likőreszenciák alapanyaga.
Különböző borókapárlatok ízesítője, ritkábban alapanyaga. Közülük Magyarországon a legismertebb a borovicska és a gin (Johnson, 2004).

### Gyógyhatásai
Termése a Magyar Gyógyszerkönyvben, ill. az Európai Gyógyszerkönyvben Junipero galbulus néven drogalapanyagként szerepel.
Gyógyteakeverékekben:
- vizelethajtó,
- emésztést serkentő,
- vesekőoldó,
- epekőoldó hatású.

Kitűnő izzasztó hatású;, főleg reumatikus panaszokra jó. Vizelet- és szélhajtóként, étvágyfokozóként, epe- és vesekő-oldószerként valamint hurutos megbetegedéseknél, valamint köszvény és csúz ellen is alkalmazzák. A bogyókból lekvárt is készítenek, melyet epe-, és veseműködést serkentő szerként fogyasztanak. Más gyógynövényekkel:
- csalán,
- ezerjófű
- bengekéreg,
- nyírfalevél,
- tárnicsgyökér,
- veronikafű)

kevert teája:
- csúz,
- köszvény,
- ízületi bántalmak elleni gyógytea.

Ph. Hg. VIII.-ban hivatalos drogok:
| Boróka tobozbogyó     | Juniperi pseudo-fructus |
| Boróka tobozbogyóolaj | Juniperi aetheroleum    |

## A kultúrában
Az egyik bibliai monda szerint Mária egy borókabokor alá rejtette a kis Jézust, hogy Heródes katonái rá ne találjanak. Azóta a borókának a gonoszt távol tartó erőt tulajdonítanak.